# Burlan

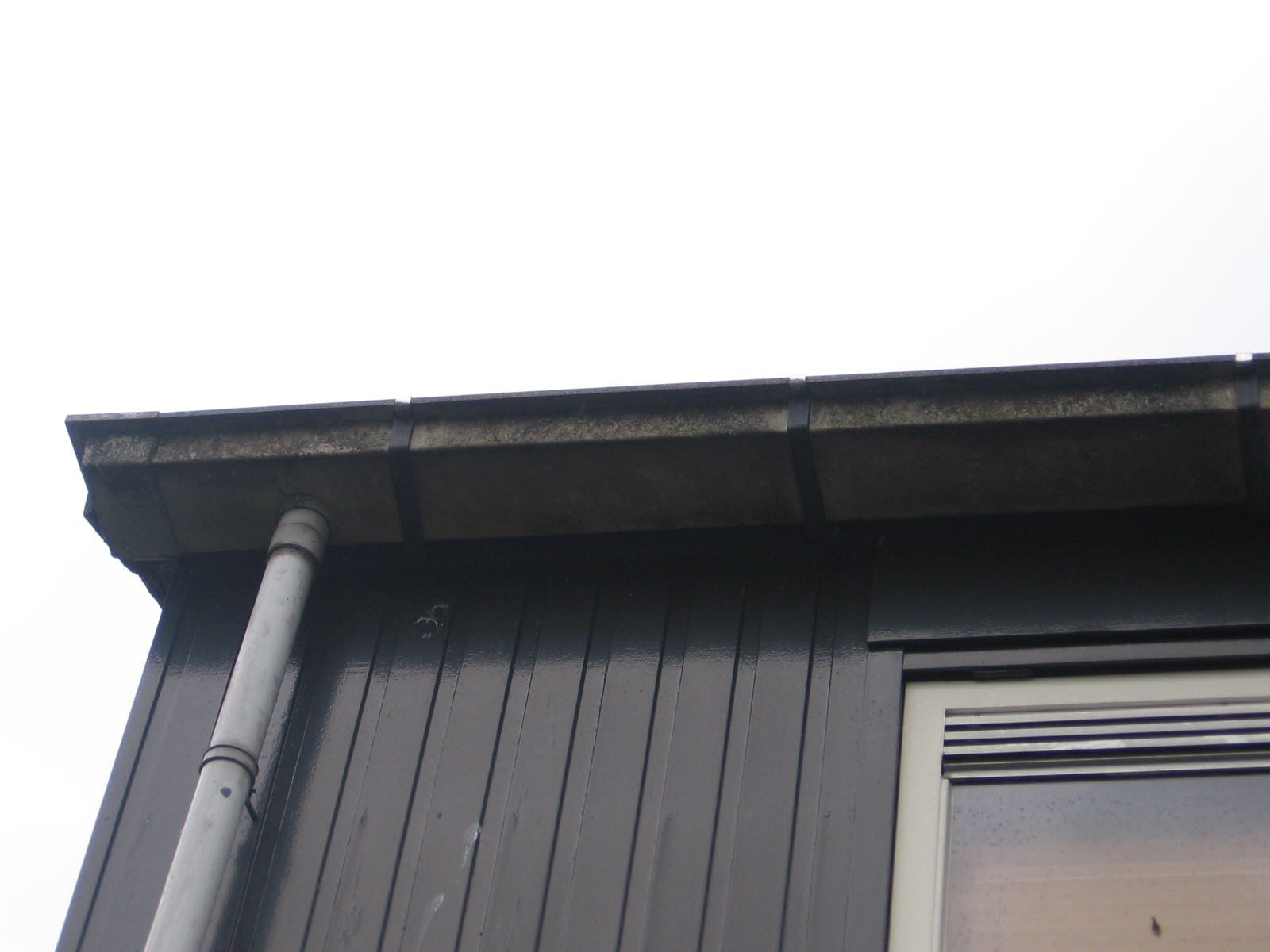
Jgheab şi burlan

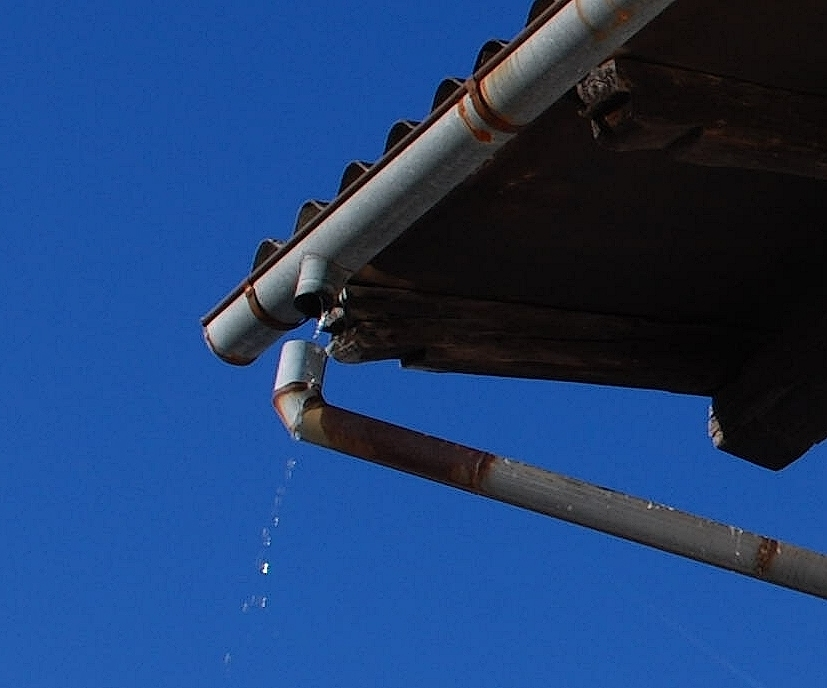
Apă picurând dintr-un jgheab din Telče, Slovenia

Burlanul este un tub cu pereți subțiri, confecționat din tinichea (foaie de metal), fontă, beton sau material plastic.
Burlanele pentru evacuarea apelor pluviale sunt montate în principiu vertical, dar pot avea și porțiuni oblice, prin care se scurge apa acumulată de jgheaburile acoperișului unei case. Tot din burlane se confecționează legătura dintre sobe și coșurile de fum la care acestea se racordează. În mediul industrial din burlane se confecționează conducte cu diferite utilizări.

## În România
În anul 2011, piața instalațiilor pluviale (jgheaburi și burlane) din România era estimată la 20 de milioane de euro, din care producția locală reprezenta mai puțin de 30%.